# Mecetne, Pokrovske
Mecetne (în ucraineană Мечетне) este un sat în comuna Orlî din raionul Pokrovske, regiunea Dnipropetrovsk, Ucraina.

## Demografie
Componența lingvistică a localității Mecetne
     Ucraineană (96,53%)
     Rusă (3,47%)
Conform recensământului din 2001, majoritatea populației localității Mecetne era vorbitoare de ucraineană (96,53%), existând în minoritate și vorbitori de rusă (3,47%).